# Bataille de las Lomas de Santa María
Guerre d'indépendance du Mexique
La Bataille de Maria Lomas de Santa est une action militaire de la guerre d’indépendance du Mexique qui s'est tenue les 23 et 24 décembre 1813, dans la ville de Lomas de Santa Maria, Michoacán. Les insurgés qui comptaient environ 5 600 hommes, attaquèrent Valladolid à midi, le 23 décembre 1813- après que les commandants Hermenegildo Galeana (es), Nicolás Bravo, Mariano Matamoros et José María Morelos ont écrit à Agustín de Iturbide, Général commandant de la place, lui intimant la reddition de la ville. Iturbide refusa catégoriquement et commença à défendre la ville. L'attaque des insurgés fut repoussée par les troupes espagnoles qui étaient venues de Mexico, envoyées par le vice-roi Félix María Calleja del Rey et dirigées par Ciriaco del Llano. À minuit, les forces royalistes réussirent à pénétrer dans le camp des insurgés, défaisant les rebelles. Cette bataille marqua le début du déclin militaire de Morelos.

## Précédents
Après le déclenchement de la guerre d'indépendance du Mexique, José María Morelos, prêtre de Caracuaro (es), rencontra Miguel Hidalgo y Costilla le 20 octobre 1810 à Charo (Michoacán) (es) et lui demanda de commencer l'insurrection dans le sud du territoire de la Nouvelle-Espagne, en particulier à Acapulco. Après l'exécution d'Hidalgo, le 30 juillet 1831, Morelos devint chef suprême de l'insurrection. Après avoir échoué dans la tentative de prise d'Acapulco, il ressortit fortifié du siège de Cuautla où il défit Félix María Calleja del Rey. C'est ainsi qu'il se rendit à Tehuacán et plus tard à Oaxaca de Juárez afin de prendre la ville, ce qu'il fit le 25 novembre 1812. Il convoqua le Congrès de Chilpancingo en septembre 1813 peu après qu’Acapulco soit tombé entre ses mains. Il fut convenu lors de ces réunions qu'après la cérémonie de clôture, Morelos et ses hommes prendraient la ville de Morelia afin que le Congrès puisse s'y établir. Morelos quitta ses troupes en novembre pour se rendre dans la capitale de la province de Michoacán dans laquelle il arriva le 1er décembre.

## La bataille
Grâce à des espions parmi l'armée rebelle, Calleras apprit rapidement les mouvements que préparait Morelos. Sur les ordres du vice-roi, le colonel Domingo Landázuri quitta la capitale avec deux mille hommes le 8 décembre. Le colonel Agustín de Iturbide et le général Ciriaco del Llano se réunirent à Puebla et rejoignirent les forces de Landázuri le 23 décembre à Indaparapeo, Michoacán. Le brigadier Landázuri se dirigea avec un tiers des troupes vers Morelia (anciennement Valladolid de Michoacán), capitale de l'état de Michoacán, où il se prépara à résister à l'attaque des insurgés.

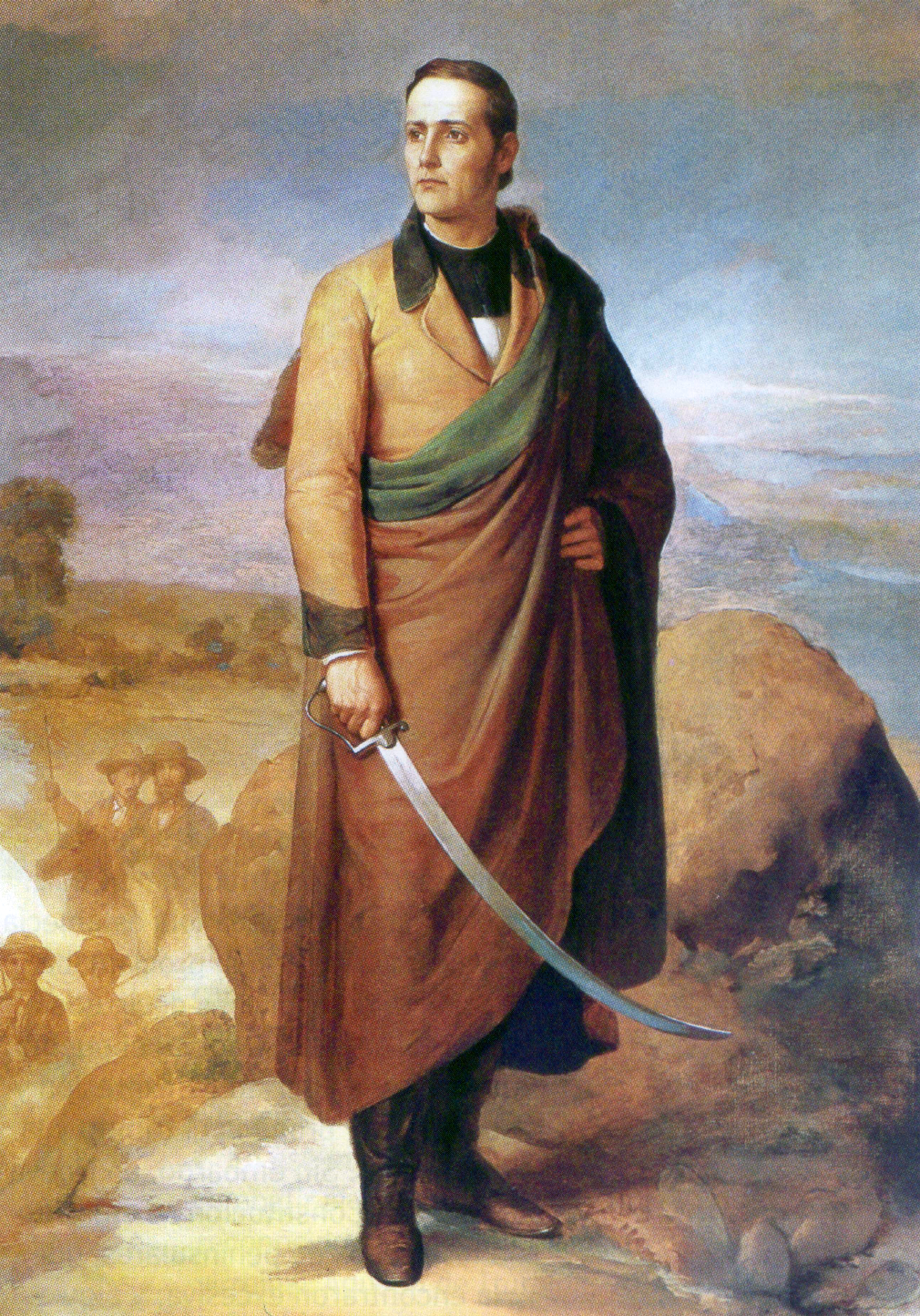
Mariano Matamoros, qui commandait le troisième siège de Valladolid, l'après-midi du 23 décembre.

Ramón López Rayón informa Morelos du regroupement qu'avaient effectué les chefs royalistes. Le généralissime Morelos ordonna à Rayón d'attaquer les forces combinées d'Iturbide et de Llano pour permettre à ses troupes de gagner du temps pour prendre Valladolid et pour empêcher que les défenseurs royalistes de la place ne reçoivent des renforts envoyés par le vice-roi. Rayon obéit et déplaça le gros de ses troupes en suivant toujours Llano. Les deux camps s'affrontèrent le 21 décembre à Jerécuaro (es) où les insurgés furent défaits par l'intervention du colonel Iturbide qui, après avoir vaincu Rayon, le pourchassa au camp de Santiaguito où fut tué Rafael, fils unique de Ramon Rayon.

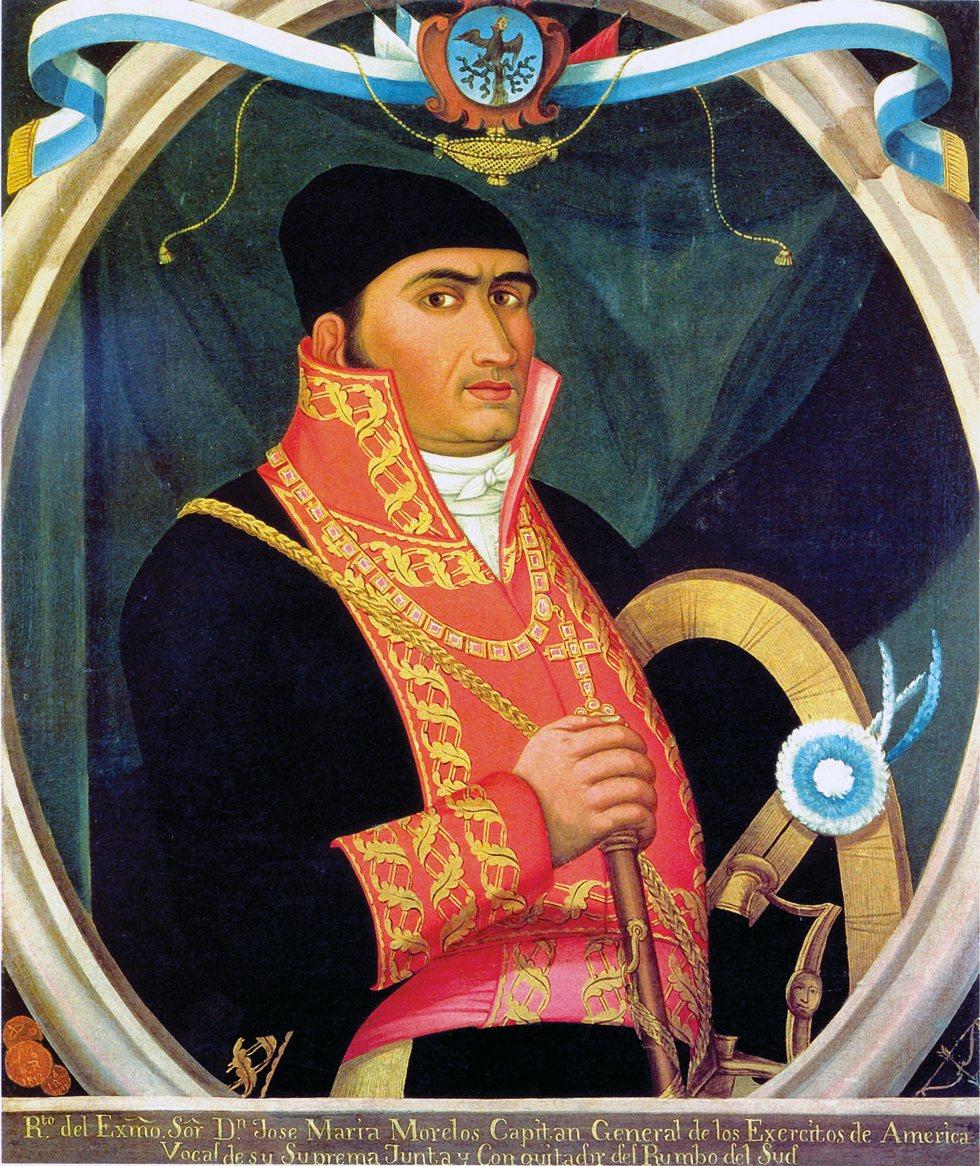
José María Morelos, chef des insurgés.

Dans la matinée du 23 décembre, Morelos écrivit à Landázuri lui demandant la reddition de Valladolid en promettant de respecter la vie du commandant et des défenseurs royalistes. Landazuri ne répondit pas au chef des insurgés et commença à préparer la défense de Valladolid dans l'attente d'une éventuelle attaque. À midi, en effet, une division insurgée commandée par Hermenegildo Galeana commença le siège de Valladolid. Un peu plus de 1 200 hommes entrèrent dans la partie nord de la ville et affrontèrent les bataillons de Landazuri qui semblèrent parfois au bord de la rupture. Environ deux heures plus tard, les renforts d'Iturbide et de Llano arrivèrent à Valladolid et s'engagèrent dans une violente confrontation avec Galeana qui, comprenant que l'arrivée des royalistes l'empêcherait de prendre la place, décida la retraite. Pour des raisons de stratégie et de tactique, Iturbide retint Llano dans sa tentative d'en finir une fois pour toutes avec Galeana, qui entra dans le camp de Morelos pour demander des renforts. Bravo décida d'aller avec sa division pour tenter l'assaut final de Valladolid mais lui et ses troupes furent arrêtées par Llano dans la zone des sites, situés dans le centre de la ville, ce qui priva Bravo de la prise de la capitale du Michoacán. Mariano Matamoros, un prêtre lieutenant des forces insurgées de Morelos, commanda la troisième et dernière tentative pour prendre Valladolid à la cause des insurgés, mais celle-ci échoua comme les précédentes.
Après la défaite des forces de Matamoros, Morelos envoya un émissaire au général lui demandant de retirer ses troupes et de retourner au camp pour tenter de prendre la ville le lendemain. Ils s'installèrent dans une forêt connue sous le nom de Santa Maria Lomas à la périphérie de Valladolid, une plaine arborée où ils se préparèrent pour le lendemain. Bien avant dans la nuit du 24 décembre, Iturbide fut informé de l'emplacement de l'armée de Morelos par des espions qui avaient réussi à s'infiltrer dans les forces insurgées. Llano suggéra d'attaquer pour empêcher une nouvelle invasion de Valladolid par Morelos. Vers deux heures du matin, Llano et Iturbide attaquèrent le camp des insurgés, éliminant un peu plus d'un quart des troupes de Morelos qui, en raison de l'obscurité, continuèrent de s'attaquer mutuellement après que les troupes royalistes se furent retirées. Cette défaite marqua la fin de la quatrième campagne de Morelos et le début de la cinquième, lorsque le chef des insurgés du sud commença à décliner et fut finalement capturé et exécuté par les royalistes en 1815.

## Conséquences

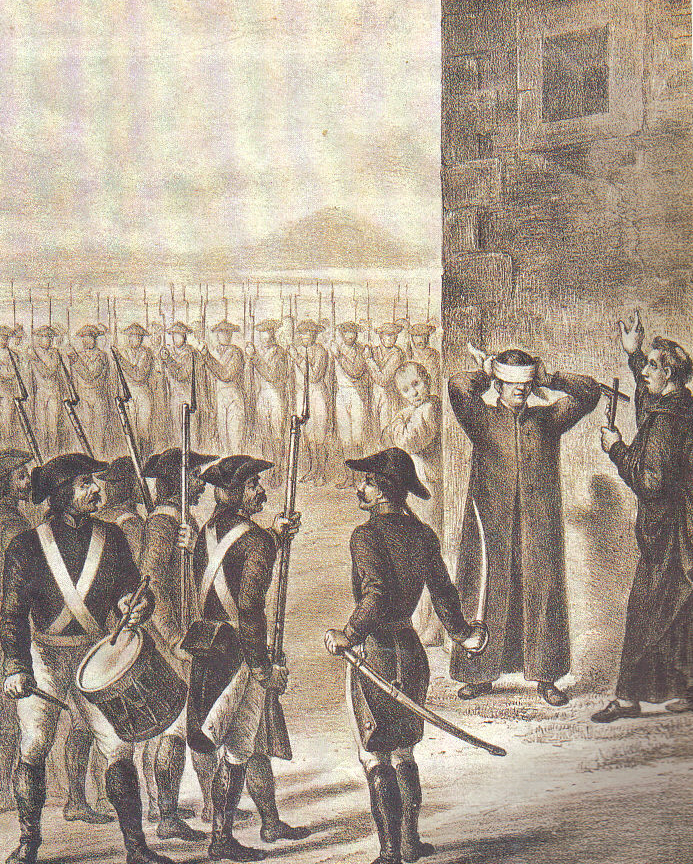
Exécution de Matamoros.

Sur le conseil des membres du pouvoir législatif suprême installé par le Congrès de Chilpancingo, Morelos décida de retirer ses forces de Valladolid et de s'abstenir de prendre cette ville. Il choisit plutôt de se tourner vers Puebla et d'y livrer bataille à Puruarán (es). Le 4 janvier 1814, Matamoros conduisit les insurgés à la bataille de Puruarán contre les royalistes qui, cette fois, n'étaient commandés que par Iturbide car Llano avait été rappelé en Espagne et nommé commandant militaire de Malaga en Andalousie. Une fois encore, les rebelles subirent une défaite face aux troupes d'Iturbide. Matamoros tenta de fuir en traversant le ruisseau de la hacienda mais le cadet Leoncio Rodriguez le captura, ce pour quoi il fut récompensé d'une bourse de trois cents réals d'or et promu lieutenant. Matamoros fut présenté comme prisonnier de guerre à Iturbide qui autorisa son transfert à Valladolid en vue d'y être jugé. Après avoir été démis de son sacerdoce, il fut condamné à mort le 23 janvier 1814. Morelos essaya de sauver la vie de son lieutenant en proposant un compromis au vice-roi Calleja : la vie du général Matamoros en échange de la libération et du pardon de plusieurs centaines de soldats royalistes capturés dans les actions militaires. Le gouvernement espagnol refusa et Matamoros fut exécuté au « Portal del Ecce Homo » (appelées maintenant les arcades Matamoros) de Valladolid le matin du 3 février 1814. Lorsque Morelos apprit la mort de Matamoros, il ordonna l'exécution des prisonniers espagnols.

## Sources
- Casasola, Gustavo (1976). Seis siglos de historia gráfica de México, tomo 2 (Editorial Trillas edición). Ciudad de México.  (ISBN 968-7013-01-X).
- Esquivel Milan, Gloria (1997). Historia de México. Oxford: Editorial Harla.  (ISBN 970-613-092-6).
- Fuentes Mares, José (1984). Historia ilustrada de México, de Hernán Cortés a Miguel de la Madrid (Editorial Océano edición).  (ISBN 968-491-047-9).
- Moreno, Salvador. Historia de México, tercer curso. Guadalajara: Ediciones Pedagógicas.  (ISBN 968-417-230-3).
- Rosas, Alejandro (2006). Mitos de la Historia Mexicana. Puebla: Editorial Planeta.  (ISBN 970-37-0555-3).
- Trevino, Héctor Jaime (1998). Historia de México. Monterrey: Editorial Castillo.  (ISBN 970-20-0019-X).
- Vasconcelos, José (1939). Breve Historia de México. Toluca: Editorial Trillas.  (ISBN 968-24-4924-3).
- Villalpando, José Manuel; en colaboración con Alejandro Rosas (2001). Los Presidentes de México. México: Editorial Planeta.  (ISBN 978-970-690-507-9).
- Zarate, Julio (1981). México a través de los siglos. México: Editorial Cumbre.